# Гванцеладзе Володимир Васильович
Володимир Васильович Гванцеладзе (3 березня 1919 — 22 червня 1970) — Герой Радянського Союзу (1944).

## Життєпис
Народився 19 квітня 1909 року в селі Уканеті (Грузія) у селянській родині. Грузин. Освіта початкова.
З січня 1942 року в РСЧА. З того ж року на фронтах німецько-радянської війни. Відзначився під час битви за Дніпро.
У кінці вересня 1943 року, сапер 91-го окремого інженерного батальйону (47-ма армія, Воронезький фронт) рядовий Гванцеладзе при форсуванні частинами армії Дніпра в районі міста Канів (Черкаська область) ,під вогнем противника, на човні зробив 113 рейсів. Переправив на правий берег Дніпра 935 стрільців з озброєнням, 36 тонн боєприпасів, 12 тонн продовольства, 8 гармат і підрозділ протитанкових рушниць.
У грудні 1944 року сержант Гванцеладзе демобілізований. Жив у Кутаісі. Працював диспетчером в автоколоні.
Помер 22 червня 1970 року.

## Звання та нагороди
3 червня 1944 року Володимиру Васильовичу Гванцеладзе присвоєно звання Героя Радянського Союзу.
Також нагороджений:
- орденом Леніна
- медалями

## Вшанування пам'яті
Ім'ям В. В. Гванцеладзе названа одна з вулиць в місті Кутаісі.